# Isola di Pianosa - area terrestre e marina
Isola di Pianosa - area terrestre e marina este o arie protejată (arie specială de conservare — SAC, sit de importanță comunitară — SCI, arie de protecție specială avifaunistică — SPA) din Italia întinsă pe o suprafață de 5.498 ha, integral pe uscat.

## Localizare
Centrul sitului Isola di Pianosa - area terrestre e marina este situat la coordonatele 42°35′01″N 10°04′52″E / 42.583611°N 10.081111°E.

## Înființare
Situl Isola di Pianosa - area terrestre e marina a fost declarat sit de importanță comunitară în iunie 1995 pentru a proteja 38 de specii de animale. Alte tipuri de protecție:
- arie de protecție specială avifaunistică (în decembrie 1998)[2]
- arie specială de conservare (în decembrie 2016)[1][3][4]

## Biodiversitate
Situată în ecoregiunea mediteraneană, aria protejată conține 13 habitate naturale: Vegetație anuală la limita mareei, Salicornia și alte specii anuale care populează regiunile mlăștinoase și nisipoase, Recifuri, Straturi cu Posidonia (Posidonion oceanicae), Formațiuni scunde de Euphorbia în apropierea falezelor, Dune mobile cu vegetație embrionară, Pseudostepă cu ierburi și specii anuale de Thero-Brachypodietea, Bancuri de nisip acoperite în permanență slab de apă marină, Matorral arborescenți cu Juniperus spp., Peșteri marine scufundate complet sau parțial, Păduri de Quercus ilex și Quercus rotundifolia, Păduri de pin mediteraneene cu pini mezogeni endemici, Faleze cu vegetație de Limonium spp. endemic de pe coastele mediteraneene.
La baza desemnării sitului se află mai multe specii protejate:
- păsări (35): pescăruș albastru (Alcedo atthis), fâsă-de-câmp (Anthus campestris), Apus pallidus, pasărea ogorului (Burhinus oedicnemus), ciocârlie-cu-degete-scurte (Calandrella brachydactyla), Calonectris diomedea, caprimulg (Caprimulgus europaeus), șerpar (Circaetus gallicus), erete de stuf (Circus aeruginosus), erete vânăt (Circus cyaneus), erete alb (Circus macrourus), erete cenușiu (Circus pygargus), dumbrăveancă (Coracias garrulus), Falco eleonorae, Falco naumanni, șoim călător (Falco peregrinus), vânturel roșu (Falco tinnunculus), piciorong (Himantopus himantopus), sfrâncioc roșiatic (Lanius collurio), sfrânciocul cu frunte neagră (Lanius minor), sfrâncioc cu cap roșu (Lanius senator), Larus audouinii, pescăruș-cu-cap-negru (Larus melanocephalus), gaia neagră (Milvus migrans), gaia roșie (Milvus milvus), mierlă albastră (Monticola solitarius), vultur pescar (Pandion haliaetus), viespar (Pernis apivorus), Phalacrocorax aristotelis desmarestii, Phoenicopterus ruber, ploier auriu (Pluvialis apricaria), Puffinus yelkouan, Sylvia sarda, silvie de tufiș (Sylvia undata), fluierar de mlaștină (Tringa glareola)
- mamifere (1): delfin mare (Tursiops truncatus)
- reptile (2): Caretta caretta, Euleptes europaea

Pe lângă speciile protejate, pe teritoriul sitului au mai fost identificate 28 de specii de plante, 1 specie de păsări, 7 specii de mamifere, 27 de specii de nevertebrate, 2 specii de pești, 2 specii de reptile.